# Desmodillus auricularis
Desmodillus auricularis är en gnagare i underfamiljen ökenråttor och den enda arten i sitt släkte.

## Beskrivning
Arten liknar andra ökenråttor i utseende. Den når en kroppslängd (huvud och bål) av 9 till 12,5 cm, en svanslängd av 8,5 till 10 cm och en vikt mellan 40 och 70 gram. Ryggen har en orange till ljusbrun färg och buken samt extremiteterna är vitaktiga. Påfallande är en vit fläck bakom varje öra. Svansen bär hår men saknar tofs. Även fotsulorna är täckta med hår.
Djuret vistas i låglandet med sandig jord samt i odlade regioner. Utbredningsområdet sträcker sig från sydvästra Angola över Namibia och Botswana till Sydafrika.
Desmodillus auricularis är aktiv på natten och gräver underjordiska bon som är inte lika komplex som hos andra ökenråttor. Den äter främst frön och insekter. Individer i fångenskap lagrade föda i sina bon.
Utanför parningstiden lever varje individ ensam men ibland kan olika bon ligga ganska nära varandra. Individer i ett inhägnad område stred fram till döden med varandra. Honor kan troligen para sig hela året. Dräktigheten varar 21 till 35 dagar beroende på miljöförhållanden. Vanligen föds två till fyra ungar per kull och ibland föds upp till sju ungar. Ungarna föds blinda och de öppnar sina ögon efter cirka tre veckor. Efter ungefär en månad slutar honan med digivning.
Arten är inte hotad och listas av IUCN som livskraftig (LC).